# Balveren
Balveren (kurdisch: Gundikê Melê) ist eine Kleinstadt (Belediye) der Provinz Şırnak im Südosten der Türkei. Balveren liegt im zentralen Landkreis der Provinz, abseits der Straße von Şırnak nach Hakkari, ca. 11 km südöstlich der Provinzhauptstadt in gebirgiger Umgebung. 
Der ursprüngliche Name der Ortschaft lautete Gündükmolla, die türkisierte Variante von „Gundike Mele“ („Dorf des Mullahs“). Der Ort ist bekannt für seine Honigerzeugnisse (z. B. den Türkischen Honig). Dieser Umstand wurde bei der Umbenennung berücksichtigt (Balveren – honiggebend).